# Aspatharia chaiziana
Aspatharia chaiziana е вид мида от семейство Iridinidae. Видът не е застрашен от изчезване.

## Разпространение
Разпространен е в Бенин, Буркина Фасо, Гамбия, Гана, Гвинея, Египет, Кот д'Ивоар, Мали, Нигерия, Сенегал, Того, Централноафриканска република и Чад.

## Описание
Популацията на вида е намаляваща.